# Die Ausgrabung
Die Ausgrabung (Originaltitel The Dig) ist ein britisches Filmdrama nach dem gleichnamigen Roman von John Preston. Regie führte Simon Stone, das Drehbuch schrieb Moira Buffini. Die Hauptrollen übernahmen Carey Mulligan und Ralph Fiennes. Der Film erschien am 29. Januar 2021 bei dem Streaminganbieter Netflix.

## Handlung
Die englische Landbesitzerin Edith Pretty beauftragt 1939, wenige Monate vor Ausbruch des Zweiten Weltkriegs, den Amateurausgräber Basil Brown, der auf ihrem Anwesen eine bedeutende archäologische Entdeckung macht. Es handelt sich um einen Schiffsrumpf, der sich später als angelsächsisches Schiffsgrab entpuppt. Nach Bekanntwerden des Fundes erklärt Charles Phillips, ein führender Archäologe aus Cambridge, die Ausgrabung zu einer Angelegenheit nationaler Bedeutung und sich selbst zum Grabungsleiter. Außerdem meldet er das Interesse des British Museum an den Funden an.
Als der Krieg beginnt und Edith Pretty immer stärker erkrankt, entscheidet sie, den Fund dem British Museum zu spenden unter der Bedingung, dass Brown als Entdecker anerkannt würde. Der Abspann erklärt, dass dies nicht geschehen ist und Browns Name erst viele Jahrzehnte später im British Museum erstmals erwähnt wird. Der Fund wird als Schatz von Sutton Ho in die Geschichte eingehen. 

## Produktion
Im August 2019 wurde Carey Mulligan für die Hauptrolle besetzt. Die Rechte an dem Film wechselten außerdem von BBC Films zu Netflix. Im Oktober 2019 kamen Johnny Flynn, Ben Chaplin, Ken Stott und Monica Dolan zur Besetzung des Films hinzu.
Die Dreharbeiten begannen im Oktober 2019 in Shackleford, Surrey, Großbritannien. In Suffolk – in der Nähe des ursprünglichen Fundortes – fanden die Hauptaufnahmen statt.

## Synchronisation
Die deutsche Synchronisation entstand nach einem Dialogbuch und unter der Dialogregie von Christian Schneider im Auftrag der Iyuno Media Germany GmbH, Berlin.
| Rolle            | Schauspieler   | Synchronsprecher |
| ---------------- | -------------- | ---------------- |
| Edith Pretty     | Carey Mulligan | Maria Koschny    |
| Basil Brown      | Ralph Fiennes  | Udo Schenk       |
| Peggy Piggott    | Lily James     | Yvonne Greitzke  |
| Charles Phillips | Ken Stott      | Lutz Schnell     |
| Stuart Piggott   | Ben Chaplin    | Matthias Klie    |
| Rory Lomax       | Johnny Flynn   | Konrad Bösherz   |
| May Brown        | Monica Dolan   | Silvia Mißbach   |
| Robert Pretty    | Archie Barnes  | Nikita Steinert  |
| James Reid Moir  | Paul Ready     | Peter Flechtner  |

## Musik
Für den australischen Komponisten Stefan Gregory ist es der erste Spielfilm, für den er die Filmmusik komponiert hat. Simon Stone hat bereits in mehreren Bühneninszenierungen mit Gregory zusammengearbeitet.
Soundtrack
- After You’ve Gone, Popballade zu einem Text von Henry Creamer, mit Turner Layton, Louis Armstrong, Leith Stevens
- La Réjouissance, aus: Music for the Royal Fireworks, HWV 35, arrangiert von Julian Kershaw; New York Philharmonic, Leitung: Pierre Boulez
- Standard of St. George, Text von Kenneth Alford; Alder Valley Brass
- Summertime, mit Louis Armstrong und Ella Fitzgerald, Delta Rhythm Boys
- Splankey, Count Basie, aus: The Atomic Mr. Basie
- Cutie Pie, Nathan Fox
- It’s Only a Paper Moon, Ella Fitzgerald, Delta Rhythm Boys
- Whiskey, Adam Townsend
- Take Me Home, Quin DeVaux
- Nature Boy, Nat King Cole
- Ain't Misbeavin', Zutty Singleton, Fats Waller (Drum Face, Vol.2.)
- I'm All Done, Nathan Fox
- I Loves You, Porgy, Nina Simone
- All my Fires, Adam Townsend
- Take Me Home, Quin DeVaux
- The Way You Look Tonight, Billie Holiday, Teddy Wilson & his Orchestra
- Thinking 'Bout Myself, Josh Teskey & Ash Grunwald
- Well Well Well, Seasick Steve
- Baby Let Me Have it All, Clint Johnson, Branford Marsalis[8]

## Historischer Hintergrund

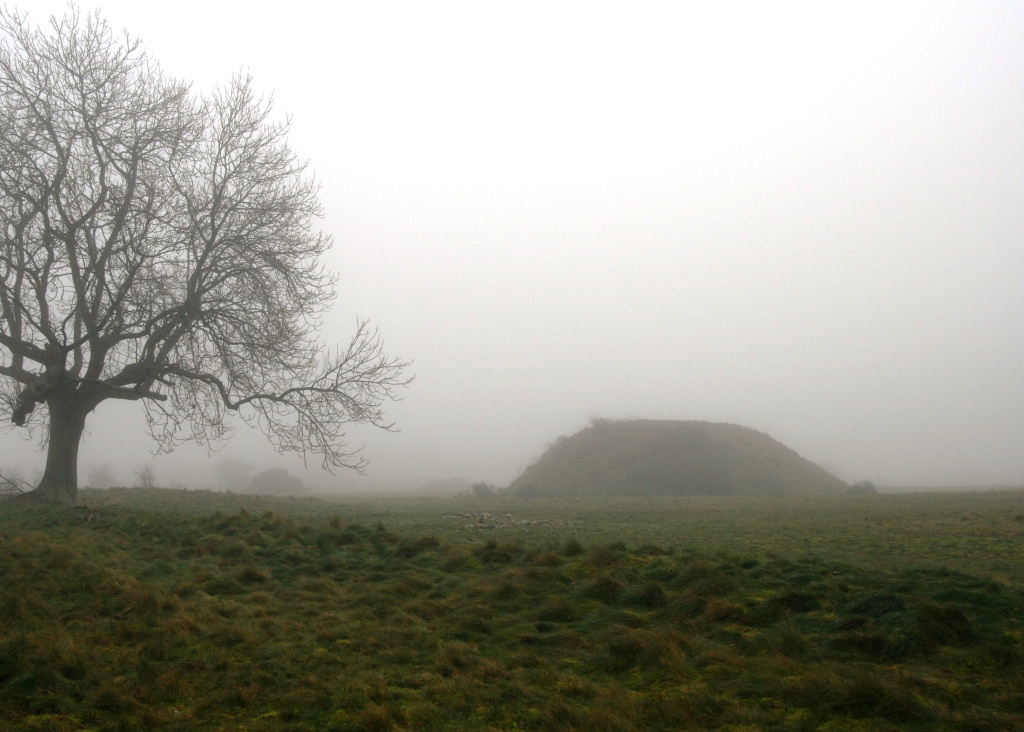
Sutton Hoo Grabhügel, 2010

Bei Ausgrabungen im Jahr 1939 fand der Amateurarchäologe und Astronom Basil Brown (22. Januar 1888–12. März 1977) in Sutton Hoo ein angelsächsisches Schiffsgrab aus dem 7. Jahrhundert. Der Fund gilt als eine der bedeutendsten archäologischen Entdeckungen in Großbritannien.

## Kritiken
Die Ausgrabung erhielt ein gutes Presseecho, was sich auch in den Auswertungen US-amerikanischer Aggregatoren widerspiegelt. So erfasst Rotten Tomatoes größtenteils positive Besprechungen und ordnet den Film dementsprechend als „Zertifiziert Frisch“ ein. Laut Metacritic fallen die Bewertungen im Mittel „Grundsätzlich Wohlwollend“ aus.
Das Internet-Filmjournal The Spool betitelt seine ausführliche Filmkritik mit „Der Film erforscht unser schmerzendes Verlangen, im Gedächtnis behalten zu werden“ und lobt den Regisseur Simon Stone, dem es gelinge, ein exquisites Drama über die Bedeutung von Geschichte für die Geschichte unseres eigenen Lebens und für die Geschichte der Gesellschaft zu schaffen. „Es ist eine wunderbare, überraschend anmutige Darstellung, wie wir uns erinnern und wie man sich erinnert.“ Der Rezensent lobt außer der starken Leistung der beiden Hauptdarsteller ausdrücklich den Blick von Kameramann Mike Eley auf die englische countryside, „sonnendurchtränkt von ihrer besten und regendurchtränkt von ihrer schlechtesten Seite“.
Auch Andreas Kilb von der Frankfurter Allgemeinen Zeitung lobt die Leistungen der Hauptdarsteller und des Kameramanns, kommt aber dann zu dem Schluss: „„Die Ausgrabung“, mit anderen Worten, ist einer jener Filme, die in den achtziger und neunziger Jahren von James Ivory gedreht wurden […]. Nur stammten Ivorys Vorlagen von den besten Autoren der angelsächsischen Moderne – Henry James, E. M. Forster –, während Simon Stone sich auf einen Recherche-Roman des Journalisten John Preston […] stützen musste. Dass ihr Vehikel nur eine alte Schubkarre ist, muss Stone und seinem Kameramann Mike Eley frühzeitig klargeworden sein, denn sie geben sich alle Mühe, ihr Sutton-Hoo-Tableau durch dramatische Toneffekte, schwelgerische Küstenpanoramen und reichlich Klaviergeklimper im Fluss zu halten. Aber es hilft nichts, „Die Ausgrabung“ fließt einfach nicht. Zum Trost gibt es […] ein paar kostbare Augenblicke mit Carey Mulligan und Ralph Fiennes. Der Rest liegt im British Museum in den Vitrinen.“
Sebastian Groß zieht in seiner Kritik für moviebreak.de folgendes Fazit: „Bei Die Ausgrabung handelt es sich nicht um ein Drama, das sich einzig und allein an seiner Kulisse ergötzt und noch weniger geht es um eine aufkeimende Romanze. Diese Dinge sind Regisseur Simon Stone herzlich egal. Stattdessen ist sein Netflix-Film eine zurückhaltende Meditation über das, was uns alle heimsuchen wird: Vergänglichkeit.“

## Auszeichnungen
British Academy Film Awards 2021
- Nominierung als Bester britischer Film
- Nominierung für das Beste adaptierte Drehbuch (Moira Buffini)
- Nominierung für das Beste Szenenbild (Maria Djurkovic & Tatiana Macdonald)
- Nominierung für das Beste Kostüm (Alice Babidge)
- Nominierung für die Beste Maske (Jenny Shircore)[18]

Artios Awards 2021
- Nominierung in der Kategorie Independent-Film – Drama[19]

London Critics’ Circle Film Awards 2021
- Nominierung als Beste britische Darstellerin (Carey Mulligan, auch für Promising Young Woman)[20]